# Franz von Harrach

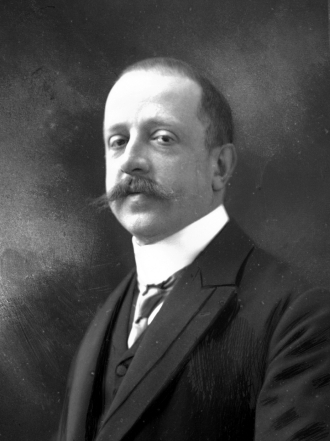
Franz von Harrach, 1909

Franz Maria Alfred Graf von Harrach (* 26. Juli 1870 in Traunkirchen am Traunsee, Oberösterreich; † 14. Mai 1937 in Iglau, Tschechoslowakei) war k. u. k. Kämmerer, Adjutant des Thronfolgers der Monarchie Österreich-Ungarn Erzherzog Franz Ferdinand von Österreich-Este während seiner Bosnienreise 1914 und Augenzeuge des Attentats von Sarajevo.

## Herkunft und Jugend
Franz Maria Alfred von Harrach war ein Sohn des Alfred Karl Graf von Harrach (* 9. Oktober 1831 in Prag; † 5. Januar 1914 in Sankt Jakobi) und dessen Ehefrau Prinzessin Anna von Lobkowicz (1847–1934), welcher seit 1867 als Großgrundbesitzer Eigentümer von Janowitz und Gründer der Alfredhütte war, auf dessen Gebiet sich ein Hüttenwerk, eine Drahtzieherei, Gießerei, Maschinenfabrik und die Brauereien in Janowitz und Römerstadt (Rymarov) in Mähren befinden; und ein Enkel des Franz Ernst von Harrach (* 13. Dezember 1799; † 26. Februar 1884 in Nizza), Groß-Industrieller im Bezirk Römerstadt, welcher den von seinem Vater begonnenen Umbau von Schloss Prugg an der Leitha vollendete.
Erbe der Alfred Karl Graf von Harrach’schen Glashütte in Janowitz, heute ein Ortsteil von Rymarov in Tschechien, war sein Sohn Otto Johann Graf von Harrach (* 10. Februar 1863 in Prag; † 10. September 1935 in Königgrätz), von 1910 bis 1918 Mitglied des Herrenhauses in Wien. Dessen jüngerer Bruder Graf Franz von Harrach (1870–1937), der letzte männliche Namensträger der Reichsgrafen von Harrach, wurde 1883 Erbe des Schlosses Velké Meziříčí (Meseritsch) in den Böhmisch-Mährischen Höhen.
Während des Kaisermanövers im September 1909 war in Meseritsch das Hauptquartier der Manöverleitung untergebracht. An dem Manöver nahmen neben Kaiser Franz Joseph I. auch der deutsche Kaiser Wilhelm II. und der Thronfolger von Österreich-Ungarn, Erzherzog Franz Ferdinand von Österreich-Este teil, die im Schloss Logis bezogen hatten. Hierbei entwickelte sich eine vertrauensvolle Beziehung zwischen Erzherzog Franz Ferdinand und Franz Maria Alfred Graf von Harrach. So kam es, dass Harrach den Thronfolger als dessen Adjutant im Juni 1914 zu k. u. k. Militärmanövern nach Bosnien begleitete.

## Augenzeuge des Attentates von Sarajevo

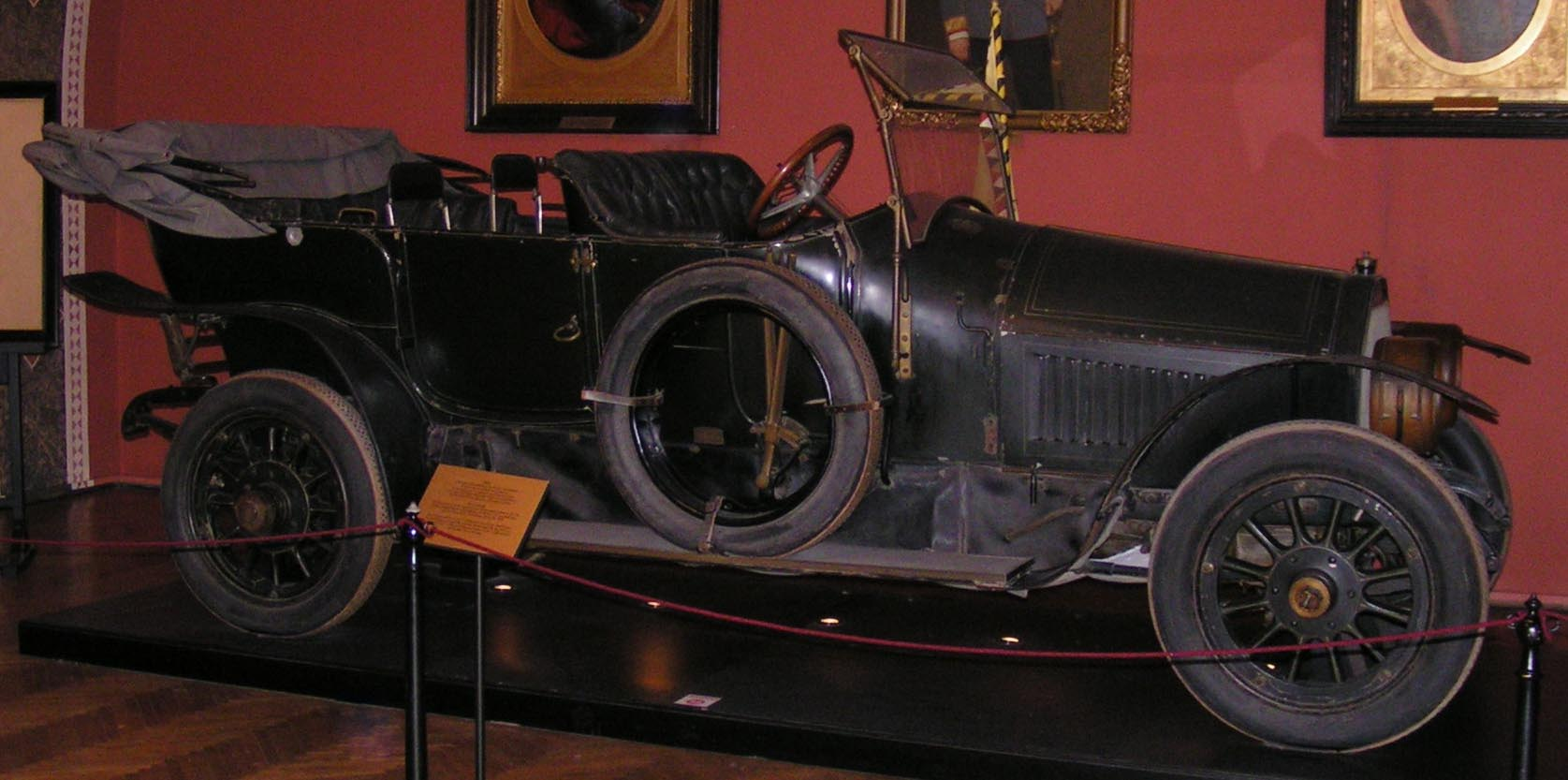
Harrachs Doppelphaeton (28/32 PS) von Gräf & Stift

Am Sonntag, dem 28. Juni 1914, stellte Harrach, als Mitglied des Freiwilligen Automobilkorps, Franz Ferdinand seinen sechssitzigen Doppel-Phaeton (28/32 PS) der Marke Gräf & Stift (mit dem Wiener Kennzeichen A-III-118) für die Fahrt durch Sarajevo zur Verfügung. Die geplante Fahrtstrecke führte vom „Defensionslager“ der österreich-ungarischen Armee am Rande der Stadt zum Rathaus und von dort zum Konak von Sarajevo, dem Sitz des Gouverneurs von Bosnien und Herzegowina.
Auf einer Photographie, die in der Österreichischen Nationalbibliothek aufbewahrt wird, und in dem Buch des jugoslawischen Politikers und Historikers Vladimir Dedijer (1914–1990): Sarajevo 1914 (Prosvata Belgrad, 1. Ausgabe 1966) abgedruckt ist, sind die Teilnehmer der Fahrt vor der Abfahrt zum Rathaus in Sarajevo zu sehen: Franz Ferdinand und seine Gemahlin Sophie Chotek von Chotkowa, Herzogin von Hohenberg auf den Sitzen im Fond des Wagens, vor ihnen, auf einem Klappsitz, der Gouverneur Oskar Potiorek und der Adjutant Franz von Harrach. Vor ihnen saßen der Chauffeur Leopold Lojka und der Hofkammerbüchsenspanner Gustav Schneiberg, der eine Galauniform trug.
Auf der Hinfahrt zum Rathaus entlang des Appel-Kais, der Uferstraße des Miljacka-Flusses, verübte Nedeljko Čabrinović, ein Mitglied der Bewegung Narodna Odbrana und der Mlada Bosna, die unter Einfluss der serbischen Geheimorganisation Schwarze Hand stand, um 10:26 Uhr mit einer Wurfbombe einen ersten Anschlag auf den Thronfolger Franz Ferdinand und seine Gemahlin. Die Bombe verfehlte ihr Ziel, wohl aufgrund der geistesgegenwärtigen Reaktion des Chauffeurs Leopold Lojka, der, als er die Bombe durch die Luft auf sich zufliegen sah, den Wagen beschleunigte; ebenso aufgrund einer Reflexreaktion Franz Ferdinands, der die Bombe mit dem linken Arm abgelenkt habe, so dass sie zunächst auf das heruntergezogene Verdeck des Wagens fiel und dann auf die Straße rollte. Sie explodierte unter dem nachfolgenden Fahrzeug, wobei zwei Wageninsassen, Oberstleutnant Erich von Merizzi, Flügeladjutant des Landeschefs, und Graf Alexander von Boos zu Waldeck und Montfort, verletzt und das Fahrzeug durch die Explosion unbrauchbar wurde. Erzherzog Franz Ferdinand ließ seinen Wagen anhalten und Franz von Harrach nach den Verletzten sehen. Nachdem ihm dieser Meldung erstattet hatte, wurde der von einem Bombensplitter am Kopf verletzte Merizzi in das Garnisonsspital von Sarajevo gebracht. Wie die Neue Freie Presse am 29. Juni 1914 berichtete, soll Franz Ferdinand auf den Anschlag des Čabrinović mit den folgenden Worten reagiert haben: „Das war irgendein Irrer. Meine Herrschaften, fahren wir mit dem Programm fort.“
Die Fahrt zum Rathaus wurde fortgesetzt, wobei sich Schneiberg auf das Trittbrett auf der linken Seite des Wagens stellte, um Franz Ferdinand „mit seinem Leibe zu decken“. Später erhielt er in Anerkennung seines Verhaltens ausnahmsweise (weil nicht seinem Rang entsprechend) das Silberne Verdienstkreuz mit Krone und ein Geldgeschenk, worüber eine Aufzeichnung im HHStA Oberststallmeisteramt (Zl. 928/1914) existiert, die seinen lebensgefährlichen Einsatz besonders hervorhebt. Friedrich Würthle wurde vom gleichnamigen Sohn des Gustav Schneiberg auf diesen Umstand hingewiesen. Nach einem kurzen Aufenthalt im Rathaus von Sarajevo bestiegen Franz Ferdinand, seine Gemahlin Sophie Chotek von Chotkowa, Potiorek, Lojka und Harrach erneut den Wagen, um vom Rathaus entlang des Appel-Kais ins Garnisonskrankenhaus von Sarajevo zu fahren. Diesmal stellte sich Harrach auf das linke, der Uferpromenade zugewandte Trittbrett des Wagens, um mit seinem Körper einen Schutzschild für den Erzherzog zu bilden. Diese Sicherheitsmaßnahme konnte jedoch nicht verhindern, dass Gavrilo Princip, ebenfalls ein Mitglied von Mlada Bosna, wenige Minuten später an der Schillerecke auf der Höhe der Lateinerbrücke von der „ungedeckten“, rechten Seite aus den zweiten, erfolgreichen Anschlag ausführte.
Nach dem Attentat überlieferte Franz von Harrach der Nachwelt die – mutmaßlichen – letzten Worte Franz Ferdinands in einem Brief. Das Batisttaschentuch, mit dem er Franz Ferdinands Blut von den Lippen abgewischt hatte, bewahrte er auf. Es soll heute im Schloss Velké Meziříčí in Tschechien zu sehen sein, wo Besucher des Museums „das erste im Ersten Weltkrieg vergossene Blut“ betrachten können. In diesem Brief vom 3. Juli 1914, den Franz von Harrach an seine Frau Alice schickte, schilderte dieser den Hergang der Attentate aus seiner Sicht. Der Brief wurde am 2. Juli 2014 im Wiener Palais Dorotheum zur Versteigerung gebracht.

## Die gerichtliche Untersuchung und der Prozess nach dem Attentat
In einem Prozess, der in den Monaten nach dem Juni 1914 gegen sechs Attentäter und deren Helfer in Sarajevo stattfand, war Franz von Harrach mit einer Eidesstattlichen Versicherung Belastungszeuge der Anklage. Harrach und die anderen höhergestellten Personen in der Begleitung des Thronfolgers wurden vom Untersuchungsrichter Leon Pfeffer nicht persönlich verhört. Er befragte nur Graf Alexander von Boos zu Waldeck, der bei Princips erfolgreichem, zweiten Attentat nicht mehr zugegen war, und die Chauffeure Leopold Lojka, Karl Divjak und Max Thiel. Die Insassen und die Chauffeure der ersten beiden Wagen der Wagenkolonne des Kronprinzenpaares, die nahe am Geschehen waren, wurden ebenfalls nicht vernommen. Es ist unbekannt, wer die Personen sind, die Sarajevo in der Nacht vom 28. auf den 29. Juni verließen, und wer sie befragt hat. Die eidesstattliche Erklärung des Franz Graf von Harrach und einiger anderen Zeugen erfolgten schriftlich. In diesen Vernehmungsprotokollen wird kein Vernehmungsbeamter angegeben.
Es ist unklar, wer den Gouverneur Oskar Potiorek befragt hat. Sein Einvernahmeprotokoll vom 28. Juni ist nicht gegengezeichnet. Der Historiker Friedrich Würthle billigt diesem Protokoll eher den Charakter eines Diktates als (den) einer Befragung durch eine Gerichtsperson zu. Den Zweck dieser Geheimhaltung sieht er darin, Potioreks verhängnisvolle Rolle bei der Wahl der Fahrroute durch Sarajevo zu kaschieren, denn dieser hatte die Änderung des Fahrtweges nicht an den Chauffeur Leopold Lojka weitergegeben, weswegen es zur Verwirrung beim Schillereck und der Ausführung der tödlichen Schüsse kam.
Für Harrachs Aussageprotokolle siehe Fußnote.

## Nachwirkungen des Prozesses
In dem Ort Velké Meziříčí in dem gleichnamigen Schloss, dem Erbsitz des Franz Graf von Harrach, ist heute ein regionales Museum untergebracht, das seit 1893 in der schlossnahen Ortschaft Meziříčí entstand, wo es im Rathaus untergebracht war. Die historischen, ethnografischen und naturwissenschaftlichen Sammlungen des Museums wurden nach 1948 zur Zeit der Tschechoslowakei um das schlosseigene Mobiliar erweitert, als das Museum ins Schloss verlegt wurde. In Wien wurde jahrelang vor Gericht um die Besitzansprüche an Franz von Harrachs berühmtem Automobil, in welchem der Thronfolger der Monarchie Österreich-Ungarn und seine Gemahlin 1914 den Tod fanden, gestritten. Seine Nachkommen mussten es dem Heeresgeschichtlichen Museum in Wien überlassen, wo es bis heute besichtigt werden kann.

## Ehen und Nachkommen
Franz Maria Alfred Graf von Harrach war dreimal verheiratet:
- In erster Ehe (geschlossen in Wien am 29. Mai 1895) mit Gabriele Gräfin von Khevenhüller-Metsch (* 15. November 1874 in Fronsburg/Niederösterreich; † 12. September 1896 in Baden bei Wien);
- In zweiter Ehe (geschlossen in Wien am 30. Juni 1902) mit Sarah Prinzessin zu Hohenlohe-Waldenburg-Schillingsfürst (* 4. Dezember 1880 in Ságh; † 10. Juni 1908 in Groß Meseritsch);
- In dritter Ehe (geschlossen in Seefeld am 1. Februar 1910) mit Alice Gräfin zu Hardegg auf Glatz und im Machlande (* 10. Juli 1879 in Groß-Harraß; † 10. Februar 1962 in Aschach).

## Harrach in der medialen Rezeption des Attentats
In Fritz Kortners Film „Sarajewo. Um Thron und Liebe“ (1955) wird Graf Harrach von Hans Unterkircher gespielt. Graf Harrach ist auf einigen Fotos vom Tag des Attentats sowie auf einigen Holzschnitten des Künstlers Hans Fronius von 1987 über die Ereignisse des Attentats zu sehen.